# Château d'Epigny
Le château d'Epigny est un château situé à Ligueil (Indre-et-Loire) et inscrit aux monuments historiques le 27 novembre 1951.